# Arnold II. (IV.) von Bentheim-Tecklenburg
Arnold II. (IV.) von Bentheim-Tecklenburg-Steinfurt (* 10./11. Oktober 1554 in Neuenhaus; † 11. Januar 1606 in Tecklenburg) war Graf von Bentheim, Tecklenburg und Steinfurt, Herr von Wevelinghoven sowie durch Ehe Graf von Limburg. Er ist nach Bentheimer und Tecklenburger Zählung der zweite regierende Graf seines Namens, in Steinfurt der Vierte; in Limburg führt er als einziger seines Namens keine Ordnungszahl.

## Leben

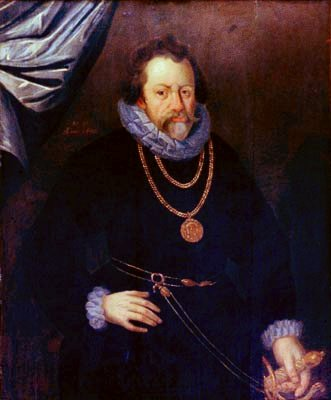
Arnold IV. von Steinfurt

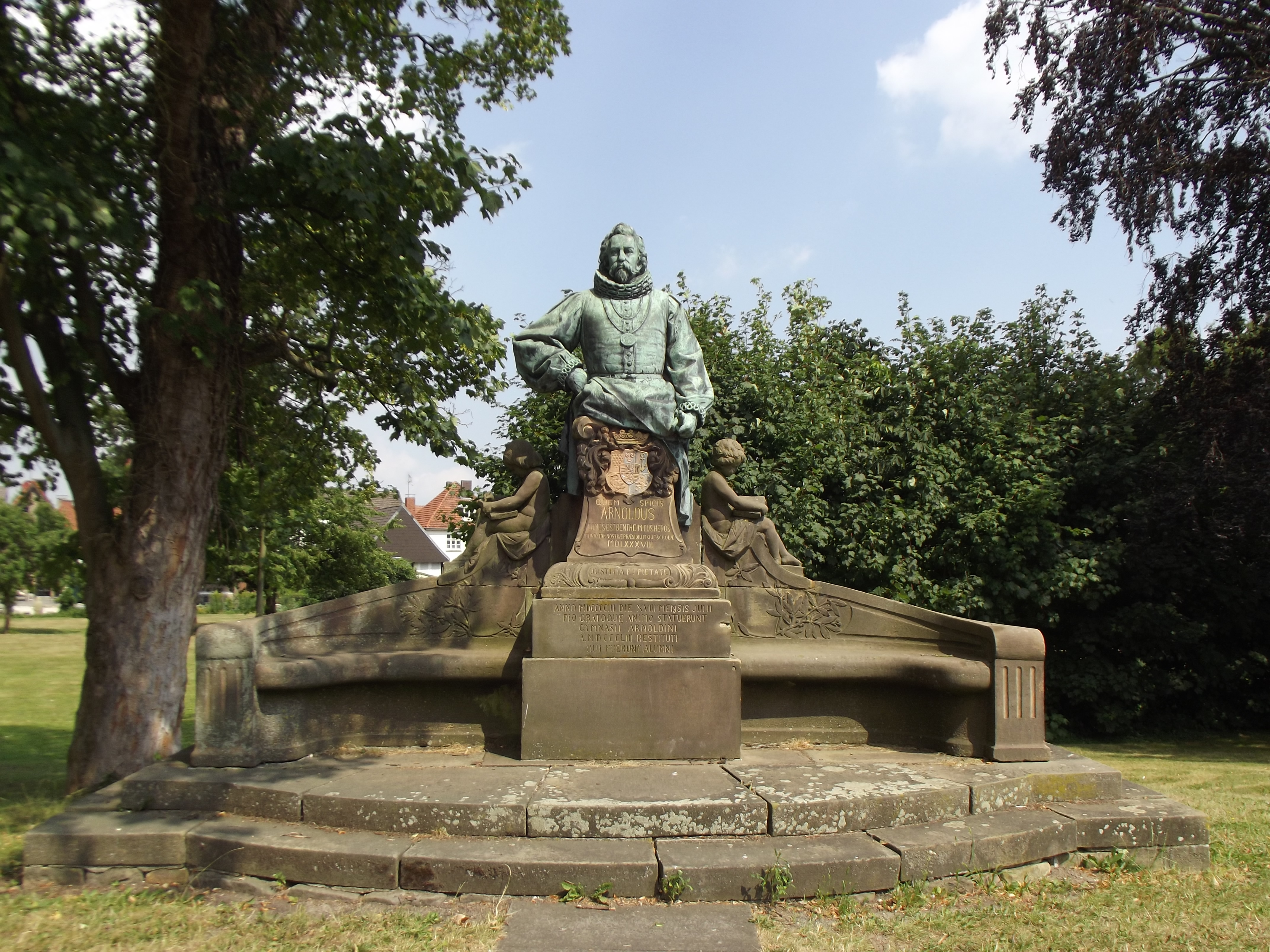
Denkmal in Steinfurt

Arnold ist der Sohn des Grafen Eberwin III. von Bentheim-Steinfurt (ä. L.) und der Gräfin Anna von Tecklenburg-Schwerin. Seine Jugendjahre verbrachte er im Stift Leeden bei Tecklenburg mit seiner Schwester Walburga.
Dank seiner Mutter wurde ihm eine besondere geistige Bildung zuteil. Er besuchte die Fürstenschule in Jülich, um die „guten Künste, Sprachen und ritterliche Übungen“ zu erlernen. Dies alles absolvierte der junge Graf unter Anleitung sowohl eines katholischen und als auch eines reformierten Lehrers. Im Jahr 1571 ging der junge Graf an die Hohe Schule in Straßburg. Dort studierte er evangelische Theologie, Jura und Politik. Arnold sollte auf seiner Kavaliersreise nach dem Studium in Straßburg auch den französischen Hof in Paris besuchen. Dieses Vorhaben wurde jedoch abgebrochen, als der protestantische Graf von den Auswüchsen der Bartholomäusnacht erfuhr. Seine Ausbildung wurde am landgräflich hessischen Hof zu Kassel fortgesetzt.
Durch Erbschaften und Heirat vereinigte er eine beachtliche Zahl kleiner Territorien in seiner Hand. Es waren die Grafschaften Bentheim, Tecklenburg, Steinfurt, Limburg an der Lenne, niederrheinische Besitzungen, die Herrschaft Rheda und Vogteirechte im Kurfürstentum Köln. Dadurch kam dem Grafenhaus Bentheim-Tecklenburg eine durchaus politische Bedeutung zu. Diese konnte jedoch wegen des fehlenden Erstgeburtsrechts und der nachfolgenden Erbteilungen mit Landesabtretungen nicht beibehalten werden.
Während seiner Regierungszeit hatte Graf Arnold sich zudem mit einem Erbprozess mit den Grafen von Solms-Braunfels wegen der Grafschaft Tecklenburg auseinanderzusetzen.
Zwischen 1588 und 1593 führte Graf Arnold II. (IV.) die reformierte Lehre Johannes Calvins und Huldrych Zwinglis nach und nach in seinen Territorien ein. Die Lehren dieser beiden protestantischen Theologen hatte er als Student an der Hohen Schule zu Straßburg in den Jahren 1571 und 1572 kennengelernt. Die Straßburger Zeit war nicht nur konfessionell, sondern auch politisch-pädagogisch prägend für Graf Arnold. Er ließ in seinen Grafschaften Schulen gründen. Im September 1588 nahm eine von Graf Arnold gegründete und in einem aufgehobenen Nonnenkloster angesiedelte Lateinschule in Schüttorf in der Grafschaft Bentheim ihren Unterricht auf. Dies war die erste Schulgründung des Grafen, bisher hatte er sich darauf beschränkt, den bestehenden Schulen Zuwendungen zu machen. Die Schüttorfer Schule musste jedoch im Jahre 1591 wegen Einfälle feindlicher Truppen nach Steinfurt verlegt werden. Aus der Hohen Schule zu Steinfurt wurde 1853 das Gymnasium Arnoldinum.
Arnold II. von Bentheim-Tecklenburg starb 1606 nach einer Serie von 39 Krampfanfällen einer plötzlich aufgetretenen Epilepsie. Der Düsseldorfer Arzt Galenus Weyer († 1619), der zu ihm nach Tecklenburg gekommen war, konnte ihn nicht retten. Zusammen mit dem Apotheker und Chirurgen David balsamierte Weyer den Leichnam ein.
Graf Arnold wurde in der evangelisch-reformierten Pfarrkirche zu Bentheim beigesetzt.

## Nachkommen
In Wesel heiratete er am 26. Juli 1573 Magdalena von Neuenahr-Alpen, eine Tochter Gumprechts II. von Neuenahr-Alpen. Das Paar hatte folgende Kinder:
- Otto (* 22. Dezember 1574 in Steinfurt; † 1574)
- Eberwin Wirich (* 14. Januar 1576 in Bentheim; † 31. Mai 1596 in Padua)
- Adolf (* 17. Juli 1577 in Steinfurt; † 25. November 1623) ⚭ 1606 mit Margarethe von Nassau-Wiesbaden
- Anna (* 4. Januar 1579; † 9. Dezember 1624) ⚭ 1595 mit Fürst Christian I. zu Anhalt-Bernburg
- Arnold Jost (* 4. April 1580; † 26. August 1643) ⚭ 1608 mit Anna Amalia von Isenburg-Büdingen
- Amalie Amoena (* 15. Mai 1581 in Tecklenburg; † 31. Januar 1584 in Bentheim)
- Wilhelm Heinrich (* 13. Februar 1584 in Bentheim; † 6. Oktober 1632) ⚭ 1617 mit Anna Elisabeth von Anhalt-Dessau
- Konrad Gumprecht (* 10. März 1585 in Bentheim; † 10. März 1618) ⚭ 1616 mit Johannetta Elisabeth von Nassau-Dillenburg
- Amoena Amalia (* 19. März 1586 in Bentheim; † 3. September 1625) ⚭ 1606 mit Ludwig zu Anhalt-Köthen
- Friedrich Ludolf (* 23. August 1587 in Bentheim; † 8. Januar 1629)
- Magdalena (* 6. Mai 1591 in Steinfurt; † 1649) ⚭ 24. Mai 1631 in Steinfurt mit Georg Ernst, Sohn von Jobst von Limburg-Styrum